# Cristianisme oriental
El cristianisme oriental és el grup d'esglésies cristianes les tradicions de les quals es van desenvolupar als Balcans, a Europa oriental a l'Àsia Menor, a l'Orient Pròxim, al nord-est d'Àfrica i al sud de l'Índia al llarg de diversos segles. Les Esglésies cristianes orientals comparteixen les tradicions, però es van dividir durant els primers segles del cristianisme a causa d'algunes controvèrsies sobre la cristologia i la teologia fonamental.
En termes generals, el cristianisme oriental inclou quatre famílies d'esglésies:
- l'Església Assíria de l'Est
- les Esglésies ortodoxes orientals
- l'Església Ortodoxa i
- les Esglésies Catòliques Orientals.

Tot i que hi ha desacords entre les quatre, les discrepàncies no són dogmàtiques i llurs similituds són grans, en comparació amb les esglésies catòliques i protestants d'Occident. Per exemple, en totes les esglésies orientals els sacerdots administren el sagrament de la confirmació als nounats just després del baptisme, una pràctica que no es realitza a Occident. Totes les famílies tenen regles menys estrictes quant al celibat que no pas les esglésies catòliques d'Occident, de ritu llatí, ja que no permeten el matrimoni després de l'ordenació, però permeten que homes ja casats abans de l'ordenació continuïn casats.